# Stowarzyszenie Upamiętnienia Ofiar Zbrodni Ukraińskich Nacjonalistów
Stowarzyszenie Upamiętnienia Ofiar Zbrodni Ukraińskich Nacjonalistów – polska organizacja pozarządowa z siedzibą we Wrocławiu. Do głównych celów i zadań Stowarzyszenia należy upamiętnienie tragicznego losu Polaków, którzy padli ofiarą zbrodni ukraińskich nacjonalistów z OUN i UPA w czasie II wojny światowej i latach powojennych. Praca Stowarzyszenia polega na ujawnianiu tych zbrodni i gromadzeniu dokumentacji na ich temat.
Stowarzyszenie popularyzuje wiedzę o wydarzeniach z lat 1939–1947 w celu przeciwdziałania fałszowaniu informacji na temat stosunków polsko-ukraińskich. Wydaje również kwartalnik historyczno-publicystyczny „Na Rubieży”.
Do celów Stowarzyszenia należy również wspieranie i organizowanie budowy pomników oraz tablic pamiątkowych upamiętniających zbrodnie na ludności polskiej. Stowarzyszenie współpracuje z Główną Komisją Ścigania Zbrodni przeciwko Narodowi Polskiemu.
W 2017 roku Stowarzyszenie otrzymało nagrodę Kustosz Pamięci Narodowej.

## Konferencje
W dniach 15–17 grudnia 2009, odbyła się w Berlinie międzynarodowa konferencja naukowa Lekcje II wojny światowej i Holokaustu, która miała na celu konsolidację antyfaszystów przed obchodami rocznicy zakończenia II wojny światowej. Polską stronę reprezentowało Stowarzyszenie Upamiętnienia Ofiar Zbrodni Ukraińskich Nacjonalistów. Na spotkaniu omówiono problem wzrostu nastrojów antysemickich, w tym negacji Holokaustu, jak również gloryfikacji osób uważanych przez organizatorów za zwolenników faszyzmu w Europie Środkowo-Wschodniej. Rezolucja konferencji wezwała szczególnie władze Ukrainy do zaprzestania gloryfikowania Romana Szuchewycza, Stepana Bandery i 14 Dywizji Grenadierów SS.

## Zasłużeni działacze i współpracownicy SUOZUN
- Krzysztof Bulzacki
- Eugeniusz Cydzik
- Leonard Duszeńko
- Leon Karłowicz
- Henryk Komański
- Lucyna Kulińska
- Czesław Partacz
- Wiktor Poliszczuk
- Czesław Prus
- Szczepan Siekierka
- Stanisław Turkowski
- Zbigniew Żyromski